# Law of the Desert
Law of the Desert is een Italiaanse film uit 1989 van regisseur Duccio Tessari.

## Verhaal
Huurling Tom Burton helpt Christine Sanders om haar zoontje terug te krijgen. Deze is ontvoerd naar Marokko door Christines ex-man Moulay Ben Zair.

## Rolbezetting
| Acteur        | Personage         | Opmerkingen                                                                |
| ------------- | ----------------- | -------------------------------------------------------------------------- |
| Rutger Hauer  | Tom Burton        | De huurling. Hij helpt Christine Sanders om haar zoontje terug te krijgen. |
| Carol Alt     | Christine Sanders |                                                                            |
| Omar Sharif   | generaal Magruf   |                                                                            |
| Elliott Gould | Red Murchinson    |                                                                            |
| Kabir Bedi    | Moulay Ben Zair   | Christine's ex-man.                                                        |
| David Flosi   | Robert Zair       |                                                                            |